# 雅典國立花園
雅典國立花園（希臘語：Εθνικός Κήπος）是位於希臘雅典市中心的一座公園，公園北側是舊國會大廈，南側是扎皮翁宮和奧林匹亞宙斯神廟，東側是帕那辛納克體育場，西側是憲法廣場。花園開始修建於1838年，竣工於1840年，當時花園上午為王族專用，下午對市民開放。現在雅典國立花園對普通市民開放。

## 外部連結
- Athens City Guide. （页面存档备份，存于）

Template:雅典地标